# Bad Boys – Mire jók a rosszfiúk?
A Bad Boys – Mire jók a rosszfiúk? (eredeti cím: Bad Boys) 1995-ben bemutatott  amerikai      akcióvígjáték. Rendezője Michael Bay, akinek ez volt az első filmes rendezése. A producerek Don Simpson és Jerry Bruckheimer voltak. A film főszereplői Martin Lawrence és Will Smith.

## Rövid történet
Két vagány nyomozó egy gyilkosság szemtanúját védi, miközben a rendőrőrs bizonyítékraktárából ellopott heroin ügyében nyomoznak.

## Cselekménye
|  | Alább a cselekmény részletei következnek! |

Marcus Burnett (Martin Lawrence) és Mike Lowrey (Will Smith) a Miami Rendőrség drogosztályán dolgoznak nyomozóként és a legjobb barátok.
Egy este a rendőrség által korábban lefoglalt 100 millió dollár piaci értékű heroint egy jól szervezett banda elrabol a bűntárgyak jól őrzött raktárából. Az ügyben már másnap nyomoz a belső elhárítás, mert jó okuk van rá, hogy az akcióban legalább egy belső ember is részt vett. A tettesek felderítésével Howard rendőrfőnök (Joe Pantoliano) Burnettet és Lowreyt bízza meg, amire csak öt napjuk van, mielőtt a sajtó is tudomást szerezne róla.
Az egyik rabló, Eddie Domínguez, aki valamikor rendőr volt és ezért tudomása volt a belső viszonyokról, a rablás alkalmával magához vesz egy kábítószer-csomagot, és másnap két hölgyet szerez, hogy szórakozzon egy kicsit. Az egyik hölgy színes bőrű, Maxine "Max" Logan, a másik azonnal az emeleti mosdóba megy. Közben megérkezik a rablás szellemi irányítója, a francia Fouchet, aki a rablásból hiányzó kábítószert keresi. Amikor látja, hogy az ott hever az asztalon, lelövi Eddie Domínguezt és Maxine-t. Az emeleten tartózkodó Julie Mott (Téa Leoni) szemtanúja a gyilkosságoknak és amikor észreveszik, a háztetőkön elmenekül. Maxine valamikor Mike Lowrey barátnője volt (azóta pedig információkkal segítette), ezért Mike-ot megviseli az ügy, de azonnal a gyilkosok nyomába ered, egyedül.
Bár Julie még nem találkozott Mike-kal, de mivel barátnője, Max ajánlotta, ezért az ő rendőrségi számát hívja. Mike ekkor nincs bent, a telefont a rendőrfőnök, Howard kapitány veszi fel, és amikor a lány (aki az egyetlen tanú), hisztérikus hangon azt mondja neki, hogy csak Mike Lowrey-val hajlandó beszélni, ő Marcus kezébe adja a telefont azzal az utasítással, hogy mondja azt, ő Mike Lowrey.
A lány elmondja, hogy látta a gyilkosságokat, és megadja Marcusnak a címét. Marcus kimegy a lány lakására, ahonnan hamarosan menekülniük kell, mert a rablók bérgyilkosai lőni kezdenek rájuk. Marcus kettőt lelő közülük, de a többiek üldözik őket. Végül Marcus saját kocsiján, egy családi Volvón menekülnek el.
Mike Maxine lakhelyére megy, ott azonban egy ismeretlen fejbeüti.
Hogy a tanú továbbra is megbízzon bennük, a kapitány utasítására fenntartják a látszatot és a szerepcserét. Burnett, akinek három gyereke van, azt mondja a feleségének, hogy hivatalos ügyben el kell utaznia Clevelandbe, valójában Mike Lowrey lakásába költözik a tanúval együtt, hogy ott vigyázzon rá. Mike pedig a Burnett családhoz költözik, ahol rendőrségi sztorikkal szórakoztatja a fiúkat.
A házi tanúvédelem mellett azonban Lowrey és Burnett folytatják a nyomozást, ezért felkeresik egyik besúgójukat, Dzsodzsót (Jojo, Michael Imperioli), aki egy autógumikat árusító műhelyben dolgozik, de azt mondja, nem tud semmit a drogról.
Mivel Julie nem hajlandó bemenni a rendőrségre, Marcus Mike lakásán egy laptopon bűnözők fényképeit mutogatja neki, hátha felismeri valamelyiket. Julie felismeri a képeken Max egyik gyilkosát, Noah-t. A két nyomozó ekkor a Pokol Klubba megy (Club Hell), mivel tudják, hogy Noah ott szokott lenni. Julie, felzaklatva a gyilkos látványától, magához vesz egy kisebb pisztolyt Mike készletéből, és utánuk megy a klubba. A lányt azonban felismerik a bűnözők, ezért menekülniük kell. Mivel a közelben csak egy fagyis autó van (amivel a bűnözők mentek oda), ezért azzal menekülnek. Noah és egyik társa üldözőbe veszik őket és tüzelnek rájuk. A fagyis autó csomagterében étert tartalmazó hordók vannak. Az éter egyrészt gyúlékony (ezt kihasználják üldözőik ellen, akik meghalnak, amikor autójuk felrobban), másrészt heroin hígítására használható (ez rosszabb minőségű kábítószert eredményez, de az eladása nagyobb haszonnal jár). A robbanást és a két nyomozót lefilmezi egy arra járó tévés helikopter. A rövid hír később megjelenik a tévében, ahol a Burnett család is látja.
Mike és Marcus visszamegy Dzsodzsóhoz, és a „jó zsaru/rossz zsaru” trükkel kiszedik belőle a heroin hígításában részt vevő kémikus címét. Őt követve eljutnak a laborhoz, ahol a hígítás zajlik, de egyelőre nem mennek be, hanem visszamennek Mike lakására. Közben azonban Fouchet is észrevette őket, és hazáig követik. Ide megérkezik Marcus féltékeny felesége, amikor nem sokkal később Julie távozni akar, megérkezik Fouchet az embereivel és a ház bejárati csarnokában lövöldözni kezdenek. Julie a földre veti magát, őt magukkal viszik. Marcus egy fegyverrel felküldi a feleségét (aki már egész másképp látja a helyzetet) Mike lakásába, ő és Lowrey a bűnözők után rohannak, azonban azoknak sikerül meglépniük.
A Belső Ellenőrzés felfüggeszti az egész osztály működését, a kapitányuk azonban továbbra is támogatja őket, mert tudja, hogy forró nyomon vannak és mert ez az egyetlen esély, hogy Julie életben maradjon és a drog is előkerüljön.
Burnett, Lowrey és még két másik nyomozó (Sanchez és Ruiz) rögtönzött tervet dolgoznak ki. Felhívják a lány mobilját, amit az egyik bűnöző vesz fel. Ez alapján megtalálják az autót, aminek haladási irányából megállapítják, hogy valószínűleg egy elhagyott repülőtérhez tart. Erősítést kérnek, majd odarohannak. Egy kukásautóval behajtanak a csarnokba, ahol Fouchet már el is adta a teljes drogkészletet dupla áron egy fehér öltönyös úriembernek. Amikor azonban a kukásautó megérkezik, Fouchet lelövi a vevőt.
Nagyszabású lövöldözés tör ki, aminek során Burnett és Lowrey is lövéseket kap. Julie-nak sikerül kiszállnia az autóból, amivel odahurcolták. Burnett és Julie Mike Porsche 911 autójába száll be, és Mike-ot is besegítik. Fouchet egy Shelby Cobra sportautóval menekül, ők üldözőbe veszik. Burnett tőle szokatlanul nagy sebességgel vezet és sikerül úgy manővereznie, hogy Fouchet kénytelen lefékezni és egy betonfalnak ütközik. Azonban nem hal meg. Mike letartóztatja, de amikor elfordul tőle, Fouchet egy négycsövű pisztolyt húz elő, de mielőtt meghúzhatná a ravaszt, Mike több lövéssel leteríti.
Marcus és Mike kifejezik elkötelezettségüket egymás iránt, majd Marcus összebilincseli Julie és Mike kezét, ő pedig elsántikál, hogy „minőségi időt” tölthessen a feleségével.
|  | Itt a vége a cselekmény részletezésének! |

## Szereplők
| Színész             | Szerep                            | Magyar hang            | Magyar hang                 |
| Színész             | Szerep                            | - 1. szinkron - (1995) | - 2. szinkron - (1997–2000) |
| ------------------- | --------------------------------- | ---------------------- | --------------------------- |
| Martin Lawrence     | Marcus Burnett nyomozóőrmester    | Pusztaszeri Kornél     | Pusztaszeri Kornél          |
| Will Smith          | Mike Lowrey nyomozóőrmester       | Reisenbüchler Sándor   | Reisenbüchler Sándor        |
| Téa Leoni           | Julie Mott, koronatanú            | Détár Enikő            | Náray Erika                 |
| Tchéky Karyo        | Fouchet, a rablás fő kivitelezője | Székhelyi József       | Jakab Csaba                 |
| Theresa Randle      | Theresa Burnett, Marcus felesége  | Orosz Helga            | Kökényessy Ági              |
| Joe Pantoliano      | Conrad Howard százados            | Cseke Péter            | Tarján Péter                |
| Marg Helgenberger   | Alison Sinclair százados          | Spilák Klára           | Kiss Erika                  |
| Nestor Serrano      | Sanchez nyomozó                   | Szabó Sipos Barnabás   | Holl Nándor                 |
| Julio Oscar Mechoso | Ruiz nyomozó                      | Holl Nándor            | Halmágyi Sándor             |
| Anna Levine         | Francine                          | Závodszky Noémi        | Biró Anikó                  |
| Michael Imperioli   | Dzsodzsó (Jojo) besúgó            | Bartucz Attila         | Markovics Tamás             |
| Emmanuel Xuereb     | Eddie Dominguez                   | Stohl András           | Németh Kristóf              |
| John Salley         | Fletcher, hacker                  | Hankó Attila           | Wohlmuth István             |

## A film készítése
A fejlesztés korai szakaszában Don Simpson és Jerry Bruckheimer producerek Dana Carvey és Jon Lovitz számára szánták a szerepeket.  Abban a fázisban, amikor még Carvey és Lovitz lett volna a főszereplő, a film címe Bulletproof Hearts volt (=golyóálló szívek).
Martin Lawrence és Will Smith a film forgatása alatt saját tévéműsoraikat is folytatták:  Martin Lawrence a Martin c. tévésorozatban, Will Smith pedig a Kaliforniába jöttemben (The Fresh Prince of Bel-Air) szerepelt. A Bel-Air hercege egyik epizódja utalást tartalmaz a filmre; a 6. évad 20. epizódjában (I Stank Horse) Nicholas 'Nikky' Banks azt mondja Willnek, hogy a szülei nem engedik nézni a Bad Boys-t. Martin Lawrence sorozatában, a Martinban, Martin azt mondja a barátainak, akik tévét néznek: „Nincs angol nyelvű program? Mit néztek, a »Bejrút hercegét«?” (5. évad, Working Girls című epizód, adásban volt 1996-ban).

### Improvizáció
Michael Bay rendező nem volt elégedett a forgatókönyvvel, ezért gyakran arra bátorította a szereplőket, rögtönözzenek, hogy a jelenet jobban sikerüljön.

## Fogadtatás
A film pénzügyileg sikeres volt, összesen 141 407 024 dollár bevétele volt: az Egyesült Államokban 65 807 024 dollár, más országokban 75,6 millió.
A film kritikai fogadtatása vegyes volt. A filmkritikusok véleményét összegző Rotten Tomatoes 43%-ra értékelte 46 vélemény alapján (ugyanitt a közönség értékelése: 79%). A legtöbb kritika megemlíti, hogy a film körülményei és a színészek tehetsége ellenére a forgatókönyv nem tudott elszakadni a megszokott megoldásoktól.
Roger Ebert filmkritikus videokritikájában, az At the Movies  című amerikai tévésorozatban megjegyezte, hogy a színészek erőteljes alakítása és a film vizuális stílusa ellenére szerepeik „új bor régi palackban” voltak. Ezt illusztrálta annak bemutatásával, hogy a történet és a karakterek sok eleme más filmekből való, főleg a Halálos fegyver és a Beverly Hills-i zsaru sorozatokból vett át jól ismert karaktereket, rendőrségi kliséket és túlságosan hosszú akciójeleneteket.  A rendőrhaver filmek alapelemeiből sokat kölcsönzött a film: ha a történet kezd belassulni, bedobnak egy autós üldözést vagy felrobban valami.
Gene Siskel az értékelésében megjegyzi, akkor vesztette el értékelését a filmben, amikor a bevezető után kezdett formálissá válni a történet. Megerősíti Roger Ebert vélekedését abban, hogy a színészek tehetségét nem használták ki eléggé, és hozzáteszi, hogy a filmet készítő stúdiónak több figyelmet és időt kellett volna fordítania a forgatókönyv kidolgozására.

## Fordítás
Ez a szócikk részben vagy egészben  a   Bad Boys (1995 film) című angol Wikipédia-szócikk ezen változatának fordításán alapul.  Az eredeti cikk szerkesztőit annak laptörténete sorolja fel. Ez a jelzés csupán a megfogalmazás eredetét és a szerzői jogokat jelzi, nem szolgál a cikkben szereplő információk forrásmegjelöléseként.